# Rock N Roll
«Rock N Roll» — второй сингл канадской исполнительницы Аврил Лавин из её пятого студийного альбома. Выпущен 27 августа 2013 года. Песня написана Аврил в соавторстве с Дэвидом Ходжесом, Чедом Крюгером, Джейкобом Кэшером, Рикардом Хёрансоном и Питером Свессоном. Последний также является продюсером. «Rock N Roll» — быстрая композиция, написанная в классическом глэм-рок ключе с современной пауэр-поп аранжировкой. По тексту песни, Аврил говорит нам «let 'em now that we’re still rock n roll», напоминает, что она по-прежнему «motherfreaking princess» и побуждает поднять «middle finger to the sky», оставив на время все свои проблемы. Сингл получил преимущественно положительные оценки от музыкальных критиков. C чартами у «Rock N Roll» все было не так хорошо. Ей удалось подняться лишь до 37-го места в Канаде и 91-го в американском чарте «Billboard Hot 100». Наилучшие позиции у песни были в Японии и Южной Корее, где песня поднялась до 5-го и 1-го места соответственно.

## Описание
После выпуска «Here's to Never Growing Up», Аврил анонсировала Rock N Roll вторым синглом с её пятого студийного альбома. Перед выпуском певица устроила фанатам в Твиттере охоту за обложкой сингла. Поклонники должны были как можно активнее постить в социальной сети предоставленный текст. Спустя буквально несколько часов необходимый хештег был выведен в мировые тренды, а обложка — открыта. Заданием на следующий день было разблокировать подобным образом саму композицию, что тоже было завершено очень быстро. Следующим шагом было оглашение даты релиза цифровой версии сингла — 30 июля 2013 года, однако ближе к дате выпуска было заявлено, что сингл выйдет одновременно с видеоклипом 20 августа. В конечном счете, сингл был выпущен 27 августа 2013 года.

## О композиции
«Rock N Roll» — быстрая глэм-рок композиция, названная Джозелией Вена из «MTV News» "похожей на первый сингл, «Here’s to Never Growing Up» по звучанию и тематике, но отличающаяся отсутствием хорового пения на куплетах и наличием в ней «Carpe diem.» Для Сэма Лански из Idolator «Rock n Roll» — "забавная встреча отталкивающего альтернативного рока и манящего за собой попа. Он также заметил, что «безостановочный 'stomp-stomp-clap', нагло взятый из мирового хита „We Will Rock You“ группы Queen, стратегичестки совмещённый с гангстерским вокалом певицы и вскрикиванием „Hey!“ после припевов увеличивает шансы на образование дыры в вашем мозгу.»
В плане текста, песня является «неистовой» декларацией певицы, призывающая «поднять средний палец к небу» и «дать всем понять, что рок-н-ролл жив.» Также Аврил признается, что «она никогда не сведет свои татуировки» и «предпочитает обычным джинсам продырявленные.» "Мне плевать, если я — отброс, это все равно лучше, чем все то хипстерское де**мо, " подтверждает она буквально в самом начале песни под бодрые чирлидерские биты. В припеве она заявляет: «Когда мы с тобой вместе, никто не праве указывать, что нам делать / Мы просто включаем радио / Когда мы с тобой просто поднимаем в небо средний палец / Мы даём всем понять, что по-прежнему можем по рок-н-ролльному отвязно отжигать.»
Для Эми Скиаретто из Pop Crush, "основная мелодия и перкуссия напоминают нам взрвывной хит рок-группы Weezer под названием «Beverly Hills.»

## Мнение критиков
В большей мере, «Rock N Roll» получила позитивные оценки от критиков. Робер Купси из Digital Spy дал песне 4 балла из 5 возможных, написав, что «Rock N Roll» включает в себя "лучшее из всех предыдущих быстрых рок и поп композиций певицы и считает спасительным то, что Аврил не пошла по другому пути, " добавив, что это «смотрелось бы ничуть не хуже на каком-нибудь из альбомов группы One Direction.» В другой рецензии от Digital Spy Купси подметил, что «она кричит „Let’s get wasted!“ с такими же задором, очарованием и безмятежностью.» Сэм Лански из Idolator тоже похвалил трек, написав, что это "безумно, волнующе и восхитительно и, возможно, даже лучше, чем «Here’s to Never Growing Up», добавив, что "она зажигательнее и вольнее её, почти как «Sk8er Boi» или «Girlfriend», совсем не такая приторная, как "Here’s to Never Growing Up, « но со столь зажигательным припевом она потрясающая и стопроцентно искренняя.» B30 Music Reviews также похвалили песню, называя «очень захватывающей», «добротной», но "немного похожей на первый сингл рокерши.
Во время написания рецензии на альбом, Джейсон Липшет из Billboard Magazine написал, что песня «идеальна для открывающего трека: она взрывная, юморная и вполне слушабельна. „Rock N Roll“ во всех своих лучших качествах — гитарная соло-партия, строка „I ain’t never gonna cover up that tattoo“ — все оно обязательно зацепит вас после нескольких прослушиваний.» Элиот Робинсон из So So Gay тоже похвалил композицию, выделив её из всего альбома и назвав «блистательной» Direct Lyrics так же не остался в стороне, сказав, что песня «качает» и именно она должна была стать дебютным синглом с альбома, так как эта песня сочетает в себе «эпическую продукцию» с «дерзким текстом» и «легко запоминающейся мелодией», сравнив её с бесспорным хитом 2002 года — Sk8er Boi и поругав лейбл за плохое продвижение на радиостанциях. Эми Скиарретто Pop Crush отличилась от предыдущих критиков и дала песне лишь 2 с половиной звезды из 5. Скиарретто назвала песню «слишком самоуверенной» и «стандартной песней Аврил», но похвалила гитарное соло с «жёстким тембром». В заключении она написала, что если фанаты могут полюбить эту песню, то новых поклонников она точно не принесет."

## Публичные исполнения
«Rock N Roll» исполнялся весьма скудно в мировых чартах и не имел того же успеха, которого достигли Here’s to Never Growing Up и Let Me Go, активно ротируемые до сих пор. В американском Billboard Hot 100 песне удалось достичь лишь 91-й строчки, что сделало её самым слабым сиглом со времен Hot. В Канаде — до 37-й строчки, но продержалась там всего две недели. В Австралии дебютной и пиковой позицией была 45-я строчка, как сообщает ARIA Charts.
Более успешным сингл был в Восточной Азии, добравшись до первой пятерки в двух странах. В Южной Корее сингл дебютировал со 2-й строчки с 26 637 проданными копиями. На следующей неделе, с продажами в 23 153 экземпляров, он достиг первой строки. Это четвёртый самый продаваемый сингл зарубежного исполнителя в Южной Корее на данный момент. В октябре сингл упал на 80-ю строчку с проданными 9 383 копиями.

## Список композиций
CD-версия
1. «Rock n Roll» (Squeaky Clean Edit) — 3:26
2. «Rock n Roll» (Instrumental) — 3:27

Цифровое скачивание
1. «Rock n Roll» — 3:26

## Чарты
| Chart (2013)                                   | Peak position |
| ---------------------------------------------- | ------------- |
| Австралия (ARIA)                               | 45            |
| Бельгия/Фландрия (Ultratip Bubbling Under)     | 17            |
| Бельгия/Валлония (Ultratip Bubbling Under)     | 29            |
| Канада (Billboard Canadian Hot 100)            | 37            |
| Чехия (Rádio — Top 100)                        | 15            |
| Франция (SNEP)                                 | 128           |
| Италия (FIMI)                                  | 46            |
| Japan (Japan Hot 100)                          | 5             |
| Japan Adult Contemporary Airplay (Billboard)   | 2             |
| Japan Digital and Airplay Overseas (Billboard) | 1             |
| Japan Singles Sales Chart (Oricon)             | 48            |
| Словакия (Rádio — Top 100)                     | 49            |
| South Korea (Gaon International Digital Chart) | 1             |
| Taiwan (Five Music Western Chart)              | 1             |
| UK Singles Chart                               | 68            |
| Ukraine (FDR Charts)                           | 21            |
| США (Billboard Hot 100)                        | 91            |
| US Hot Singles Sales Chart (Billboard)         | 3             |